# 고 온
고 온(Go On)은 2012년 8월 8일부터 현재까지 NBC에서 방영중인 시트콤이다.

## 캐스트
- 매슈 페리 - Ryan King
- 로라 베넌티 - Lauren Bennett
- 줄리 화이트 - Anne
- 수지 나카무라 - Yolanda
- 타일러 제임스 윌리엄스 - Owen
- 브렛 겔먼 - Mr K.
- 존 조 - Steven